# Štěpánka Ptáčková
Štěpánka Ptáčková (18 marzo 2002) è una saltatrice con gli sci ceca.

## Biografia
La Ptáčková, attiva in gare FIS dall'agosto del 2014, ha esordito in Coppa del Mondo il 17 febbraio 2019 a Oberstdorf (33ª) e ai Campionati mondiali a Seefeld in Tirol 2019, dove è stata 29ª nel trampolino normale, 9ª nella gara a squadre e 9ª nella gara a squadre mista; ai Mondiali di Oberstdorf 2021 si è classificata 8ª nella gara a squadre.

## Palmarès

### Coppa del Mondo
- Miglior piazzamento in classifica generale: 44ª nel 2020